# ایرینا لاشکو
ایرینا لاشکو (روسی: Ирина Лашко؛ زادهٔ ۲۵ ژانویه ۱۹۷۳) شیرجهرو اهل اتحاد شوروی-روسیه-کشورهای همسود-استرالیا است.
وی همچنین برندهٔ جوایزی همچون نشان دوستی شده‌است. وی در مسابقات کشوری و بین‌المللی در مجموع برندهٔ ۶ مدال طلا، ۷ مدال نقره، ۱ مدال برنز شده‌است.